# Corcelles-Cormondrèche
Corcelles-Cormondrèche es una comuna suiza del cantón de Neuchâtel, situada en el distrito de Boudry. Limita al norte con la comuna de Val-de-Ruz, al este con Peseux, al sur y suroeste con Milvignes, y al oeste con Rochefort.

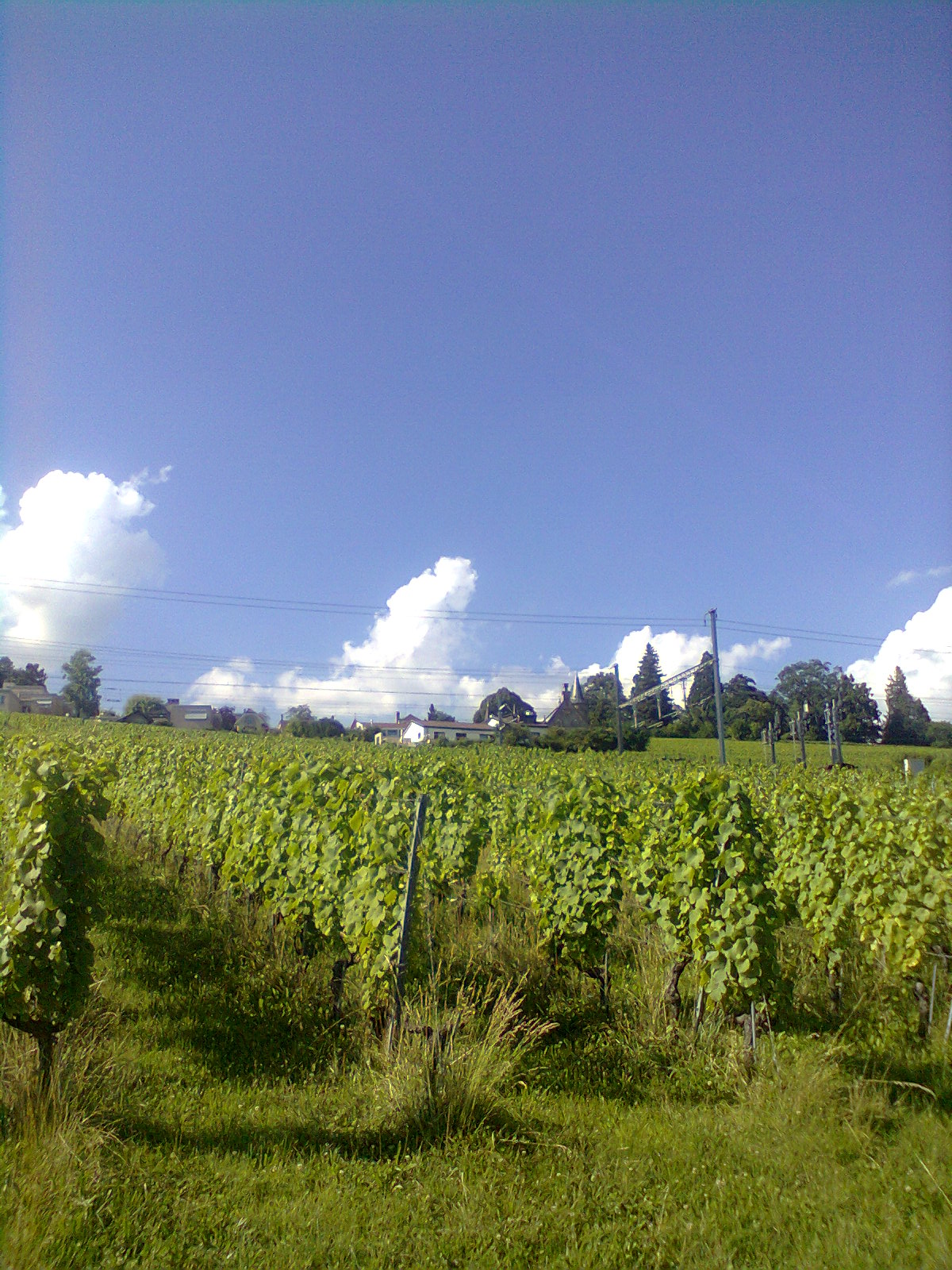
Viñedos en Corcelles-Cormondrèche.